# Jean-Marc Lhermet
Pour les articles homonymes, voir Lhermet.

a Compétitions nationales et continentales officielles uniquement.

b Matchs officiels uniquement.
Dernière mise à jour le 16 août 2017.
Jean-Marc Lhermet, né le 14 août 1967 à Montluçon, est un joueur français de rugby à XV évoluant au poste de troisième ligne aile. Il joue avec l'équipe de France de 1990 à 1993 et avec l'AS Montferrand de 1987 à 1999.
Après sa carrière de joueur, il reste à l'AS Montferrand, il dirige d'abord le centre de formation puis il devient le directeur sportif de l'ASM Clermont Auvergne en 2004 et vice-président en 2008. En 2016, il quitte le poste de directeur sportif pour mener un nouveau projet de développement du club clermontois, dont l'objectif est d'anticiper la mutation de ce sport, avant de quitter finalement le club en 2021.
De 2021 à 2023, il travaille au sein de la cellule haute performance de l'Agence nationale du sport. Depuis le 29 juin 2023, il est vice-président de la Fédération française de rugby délégué au haut-niveau et à l'arbitrage.

## Biographie

### Carrière
Jean-Marc Lhermet est formé le RC Vichy. En 1987, il rejoint l'ASM Clermont.
Il dispute son premier test match le 1er février 1990 contre l'équipe d'Écosse et le dernier contre l'équipe de Roumanie le 20 mai 1993.
Le 11 novembre 1993, il est invité avec les Barbarians français pour jouer contre l'Australie à Clermont-Ferrand. Les Baa-Baas s'inclinent 26 à 43.
Le 6 septembre 1994, il joue de nouveau avec les Barbarians français contre les Barbarians au Stade Charlety à Paris. Les Baa-Baas s'imposent 35 à 18.
En 2016, le site Rugbyrama le classe quatrième parmi les 10 meilleurs joueurs de l'histoire de l'ASM Clermont Auvergne.

### Reconversion
Après sa carrière de joueur, il reste dans le monde du rugby. Il fonde le 12 février 1998 avec Émile Ntamack le Syndicat national des joueurs de rugby (Provale), il en est président de 1998 à 2000.
Il est titulaire d'un diplôme d’ingénieur de l'INSA Lyon et ingénieur chez Michelin.
Après sa carrière de joueur, il reste à l'AS Montferrand, il dirige d'abord le centre de formation puis il devient le directeur sportif de l'ASM Clermont Auvergne en 2004 et vice-président en 2008.
En décembre 2015, il fait partie de la cellule technique du XV de France, formée conjointement par les présidents de la FFR et de la LNR à la suite de l'échec de l'équipe de France à la Coupe du monde 2015, afin de présenter des propositions visant à améliorer sa compétitivité. En avril 2016, la cellule rend aux présidents Pierre Camou et Paul Goze un rapport où figurent quinze propositions,.
D'octobre 2009 à janvier 2016, il est vice-président de l'Union des clubs professionnels de rugby, syndicat regroupant les clubs professionnels de Top 14 et de Pro D2.
En 2016, après douze années à la tête du secteur sportif de l'ASM, en tant que manager général puis directeur sportif, Jean-Marc Lhermet quitte son poste, le secteur sportif étant totalement confié à l'entraîneur Franck Azéma. Il reste toutefois au sein du club, ayant la responsabilité d'un projet de développement autour de la mutation du rugby à XV.
En 2019, il participe à un groupe de travail pour préparer le renouvellement du comité directeur de la Fédération française de rugby en octobre 2020. Celui-ci rassemble des dirigeants issues du monde amateur et d'anciens internationaux comme Serge Blanco, Jean-Claude Skrela ou Fabien Pelous. Le 25 juin 2019, ce groupe annonce que Florian Grill, président de la Ligue régionale Île-de-France de rugby, sera à la tête de la liste d'opposition qui se présentera face à la gouvernance actuelle. Jean-Marc Lhermet est présent en 2e position sur la liste candidate. Celle-ci réunit 48,53 % des voix à l'issue du scrutin le 3 octobre 2020, et obtient 9 sièges. Jean-Marc Lhermet est ainsi élu au sein du comité directeur de la FFR. Le 27 janvier 2023, il quitte le comité directeur de la fédération avec tous les élus de l'opposition, après la démission du président Bernard Laporte et l'appel de la ministre des Sports à une démission de l'ensemble du comité directeur pour provoquer de nouvelles élections générales. Lors de l'élection partielle de mai 2023 pour renouveler 12 membres, il ré-intègre le comité directeur avec 11 autres membres de la liste Ovale Ensemble, menée par Florian Grill, qui s'oppose à l'équipe en place.
En août 2021, l'ASM Clermont Auvergne annonce sa séparation avec Jean-Marc Lhermet après 34 années au sein du club.
Le 1er octobre 2021, Jean-Marc Lhermet rejoint l'équipe de Claude Onesta au sein de la cellule haute performance de l'Agence nationale du sport. Il quitte ce poste en août 2023, après son élection à la vice-présidence de la FFR.
En juin 2023, Florian Grill est élu à la tête de la Fédération française de rugby et Jean-Marc Lhermet devient vice-président délégué au haut-niveau et à l'arbitrage lors du comité directeur du 29 juin 2023. En 2024, il est de nouveau candidat lors du renouvellement du comité directeur de la FFR, toujours sur la liste menée par le président sortant Florian Grill. La liste Ovale Ensemble l'emporte avec 67,22 % des voix et Jean-Marc Lhermet intègre le comité d'orientation politique, nouvel organe de direction de la FFR.

## Palmarès
Avec Montferrand
- Championnat de France de première division :
  - Vice-champion (2) : 1994 et 1999
- Challenge européen :
  - Vainqueur (1) : 1999
- Challenge Yves du Manoir :
  - Finaliste (1) : 1994

Avec Vichy
- Championnat de France de 2e division :
  - Champion (1) : 1987
- Championnat de France junior balandrade :
  - Champion (1) : 1985

## Statistiques en équipe nationale
- 3 sélections
- Sélections par année : 2 en 1990, 1 en 1993
- Tournois des Cinq Nations disputés : 1990
- Autres sélections[1]
  - 25 sélections avec l'équipe de France A
  - 20 sélections en équipe de France universitaire : demi-finaliste du championnat du monde en 1988
  - 6 sélections en équipe de France de rugby à sept